# Bouzonville-aux-Bois
Bouzonville-aux-Bois is een gemeente in het Franse departement Loiret (regio Centre-Val de Loire) en telt 344 inwoners (1999). De oppervlakte bedraagt 7,5 km², de bevolkingsdichtheid is 45,9 inwoners per km².
De onderstaande kaart toont de ligging van Bouzonville-aux-Bois met de belangrijkste infrastructuur en aangrenzende gemeenten.

## Demografie
Onderstaande figuur toont het verloop van het inwoneraantal van Bouzonville-aux-Bois vanaf 1962.

Bron: Frans bureau voor statistiek. Cijfers inwoneraantal volgens de definitie population sans doubles comptes (zie de gehanteerde definities)
1. ↑  Populations de référence 2022.